# Гербертінген
Гербертінген (нім. Herbertingen) — громада в Німеччині, знаходиться в землі Баден-Вюртемберг. Підпорядковується адміністративному округу Тюбінген. Входить до складу району Зігмарінген.
Площа — 38,64 км2. Населення становить 4812 ос. (станом на 31 грудня 2020).

## Географія

### Адміністративний поділ
Громада складається з таких районів:
| Герб                  | Назва                | Населення | Площа   |
| --------------------- | -------------------- | --------- | ------- |
| Herbertingen          | Гербертінген (центр) | 3207      | 1785 га |
| Kein Wappen Verfügbar | Гундерзінген         | 942       | 965 га  |
| Marbach               | Марбах               | 559       | 737 га  |
| Mieterkingen          | Мітеркінген          | 218       | 377 га  |

## Галерея

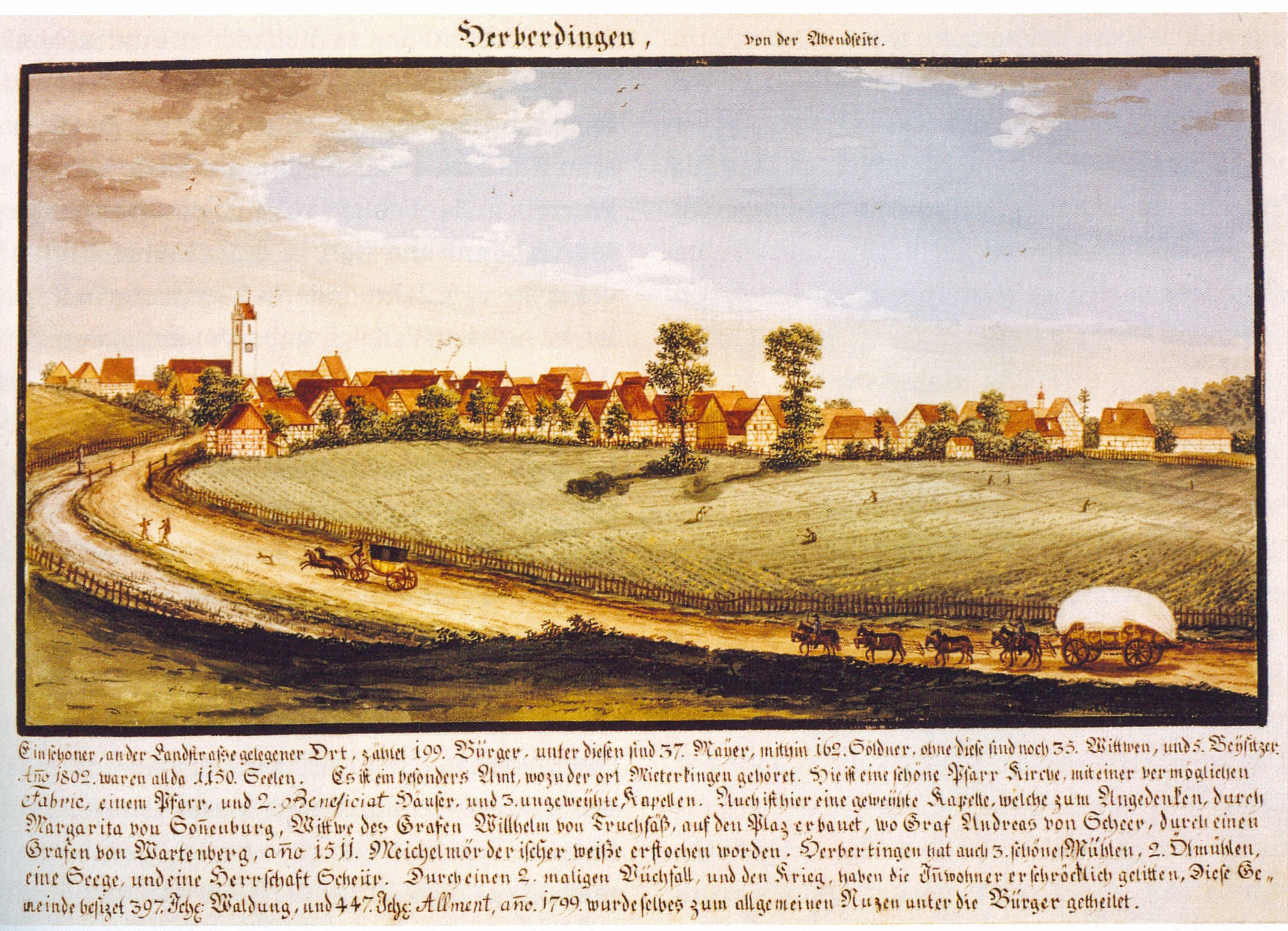
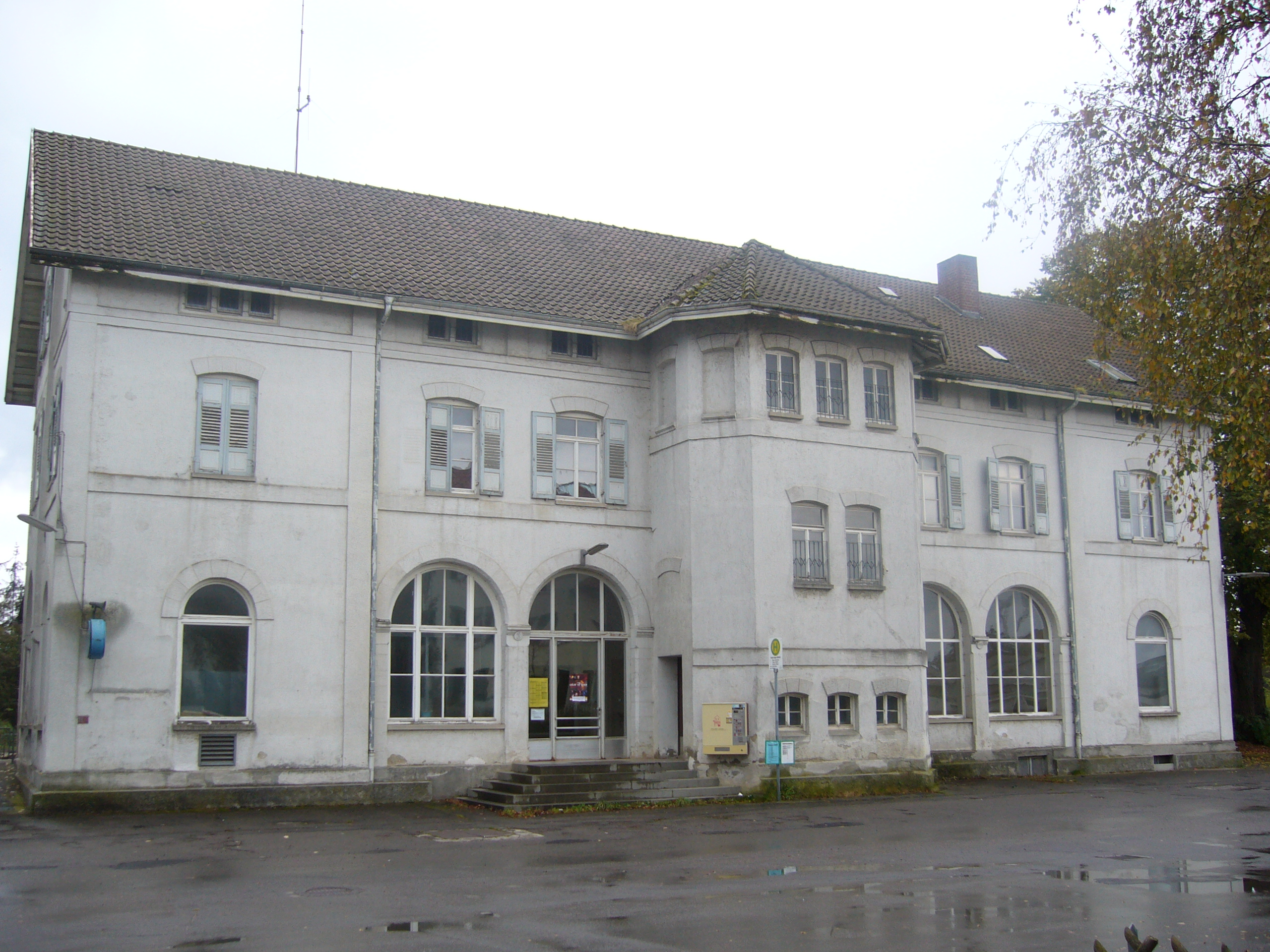
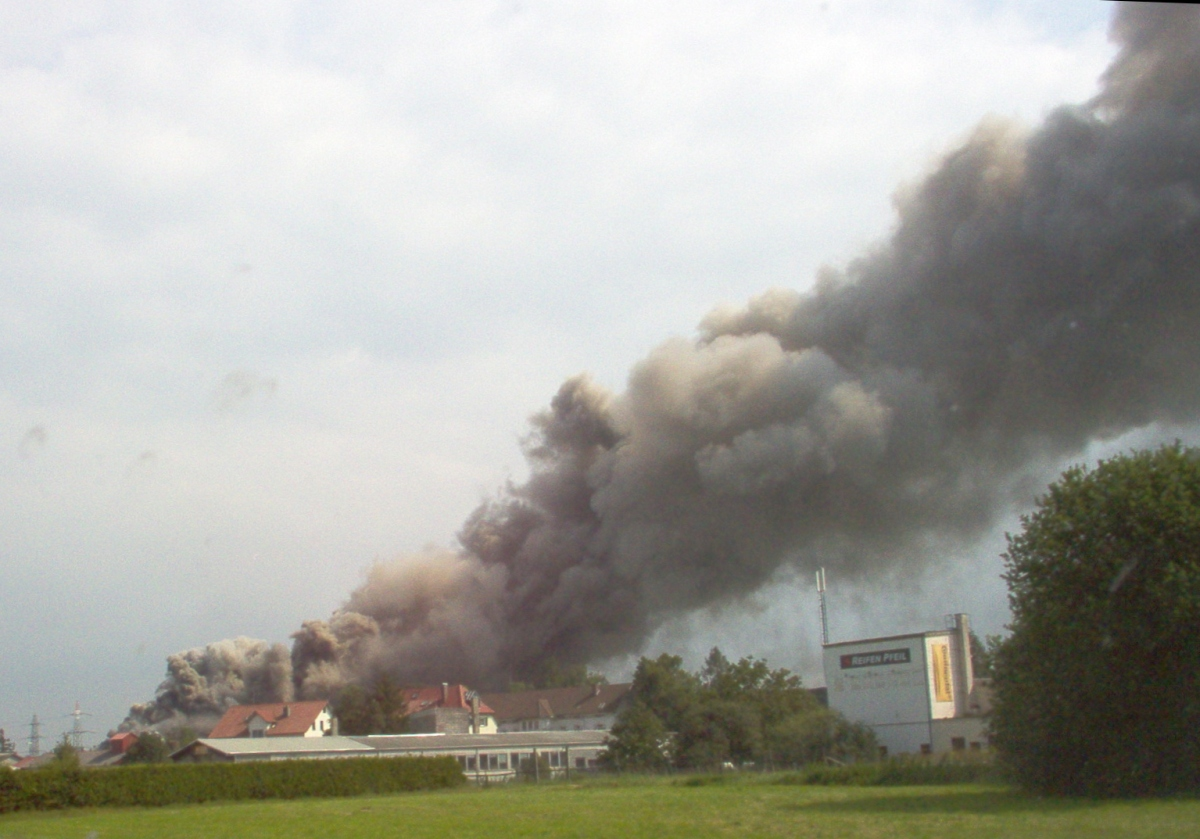